# Paul Reiser
Paul Reiser (n. 30 martie 1957) este un actor, scriitor și comedian american.

## Filmografie
- Restaurantul (1982)
- O noapte la McCool's (2001)